# Tomas Kierstein
Tomas Kierstein (født 15. januar 1967) er formand for Den Danske Forening.
Tomas Kierstein er opvokset nord for Aarhus. Efter studentereksamen fra Aarhus Katedralskole 1985 har han arbejdet som sømand, dørmand, daglig leder i et vagtselskab, jord- og  betonarbejder, slagteriarbejder og selvstændig smed. Fra januar 2016 er han ansat i Paintball Djursland. Han har været bokser og vægtløfter. Han bor i Ørum Djurs 12 km fra Grenaa.
Tomas Kierstein kom i Den Danske Forenings styrelse i 2006 og blev formand i 2009.